# 고전 라틴어

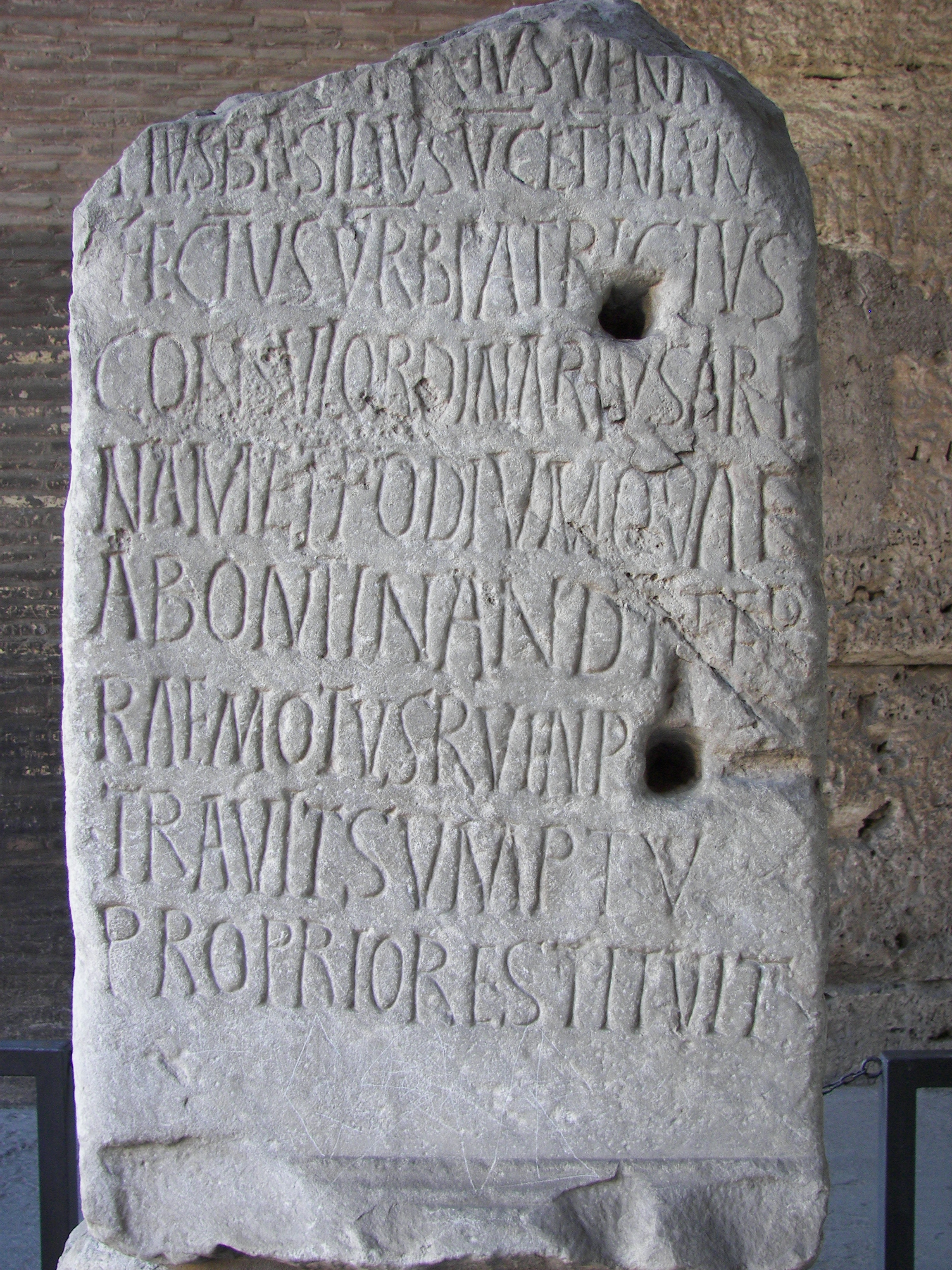
콜로세움의 라틴어 비문.

고전 라틴어(영어: Classical Latin)는 "고전적인" 라틴 문학으로 여겨진 고대 로마의 라틴어를 일컫는다. 시기상으로는 황금 시대(BC 1세기~AD 1세기)에서 백은 시대(AD 1~2세기)에 이른다.
오늘날 "고전 라틴어"라 부르는 것은 사실 지금은 거의 문헌이 남아있지 않은 초기 라틴어에서 선택적으로 뽑아내어 매우 정제되고 양식화된 문어이다. 고전 라틴어는 아티카 그리스어를 원형으로 초기 라틴어를 재구성한 산물이다. 고전 라틴어는 소 카토, 플라우투스 때론 루크레티우스가 쓰던 초기 라틴 문학과는 차이가 있다. 이것은 고대 라틴어에서 분화하여 라틴어 단어 제2곡용의 어미 -om와 -os(주격 단수)가 -um과 -us로 변했으며 몇몇 어휘의 의미도 변했다. (가령 forte는 "놀라운"이란 뜻에다 "열심히"란 뜻도 있다.)
로마 제국의 일반 민중이 특히 AD 2세기부터 쓰던 구어를 민중 라틴어라 한다. 시간이 지나면서 민중 라틴어는 어휘, 문법, 발음면에서 고전 라틴어와 차이가 나게 된다.

## 음운

### 닿소리
|        |          | 입술소리 | 치음 | 경구개음 | 연구개음 | 순음화 연구개음 | 성문음 |
| ------ | -------- | -------- | ---- | -------- | -------- | --------------- | ------ |
| 비음   | 비음     | m        | n̪    |          |          |                 |        |
| 파열음 | 무성음   | p        | t̪    |          | k        | kʷ              |        |
| 파열음 | 유성음   | b        | d̪    |          | ɡ        | ɡʷ              |        |
| 마찰음 | 마찰음   | f        | s̪    |          |          |                 | h      |
| 유음   | 설측음   |          | l̪    |          |          |                 |        |
| 유음   | 비설측음 |          | r̪    |          |          |                 |        |
| 반모음 | 반모음   |          |      | j        |          | w               |        |

### 홀소리

#### 홑홀소리(단모음)
|        | 전설  | 중설  | 후설  |
| ------ | ----- | ----- | ----- |
| 고모음 | iː, ɪ |       | uː, ʊ |
| 중모음 | eː, ɛ |       | oː, ɔ |
| 저모음 |       | aː, a |       |

#### 겹홀소리(이중모음)
|        | 전설               | 후설               |
| ------ | ------------------ | ------------------ |
| 고모음 |                    | ui(/ui̯/)           |
| 중모음 | ei(/ei̯/), eu(/eu̯/) | oe(/oe̯/), ou(/ou̯/) |
| 저모음 | ae(/ae̯/), au(/au̯/) | ae(/ae̯/), au(/au̯/) |

## 같이 보기
- 라틴어 문학
- 민중 라틴어
- 교회 라틴어